# Kuressaare linnastaadion
Kuressaare linnastaadion är en multifunktionell arena i Kuressaare, Estland. Den används för närvarande mestadels till fotbollsmatcher och är hemmaarena för FC Kuressaare. Arenan har en kapacitet på 2 000 åskådare.